# ЗиУ-5250
ЗиУ-5250 — опытный советский высокопольный автобус большой вместимости для внутригородских пассажирских перевозок с интенсивным пассажиропотоком, по дорогам с усовершенствованным покрытием. Первые опытные образцы имели индекс ЗиУ-8, автобус был максимально унифицирован с троллейбусом ЗиУ-682Б (ЗиУ-9Б).

## История
В начале 1971 года Завод имени Урицкого (ныне ЗАО «ТролЗа», Саратовская область, г. Энгельс) предпринял очередной эксперимент по унификации автобуса и троллейбуса. Первые подобные опыты уже проводились в СССР в середине 1940-х годов, когда на Тушинском авиазаводе в Москве параллельно выпускались трамвайные вагоны МТВ-82 и троллейбусы МТБ-82. А в 1960-х годах появился экспериментальный автобус ЗиУ-6, построенный на базе троллейбуса ЗиУ-5.
Опытные образцы ЗиУ-8/5250 в 1974 году проходили испытания в Сочи и Москве. Несмотря на унификацию серийных троллейбусов и опытных автобусов, автобусы имели более современную внешность. 
В серию эти автобусы так и не пошли, поскольку комплектовались зарубежными агрегатами - двигателем Škoda и гидромеханической автоматической передачей Praga 2M70, закупка которых серьёзно повышала себестоимость автобуса. Кроме того, чехословацкий дизель обладал не лучшей надёжностью, был шумным и вызывал излишнюю вибрацию. 
В 1975 году Завод имени Урицкого выпустил последний опытный автобус, получивший индекс ЗИУ-8М (и сохранивший притом индекс 5250). Внешность была ещё современнее - как по отношению к предыдущим опытным автобусам, так и по отношению к троллейбусам. Вместо чехословацкого дизеля, в паре с той же автоматической КПП работал венгерский ДВС Rába-MAN. Этот двигатель проигрывал в мощности "шкодовским", но был более знаком в СССР, и был надёжнее. Автобус 8М (5250) постигла та же судьба - в серию он не пошёл.